# Bet-Xean

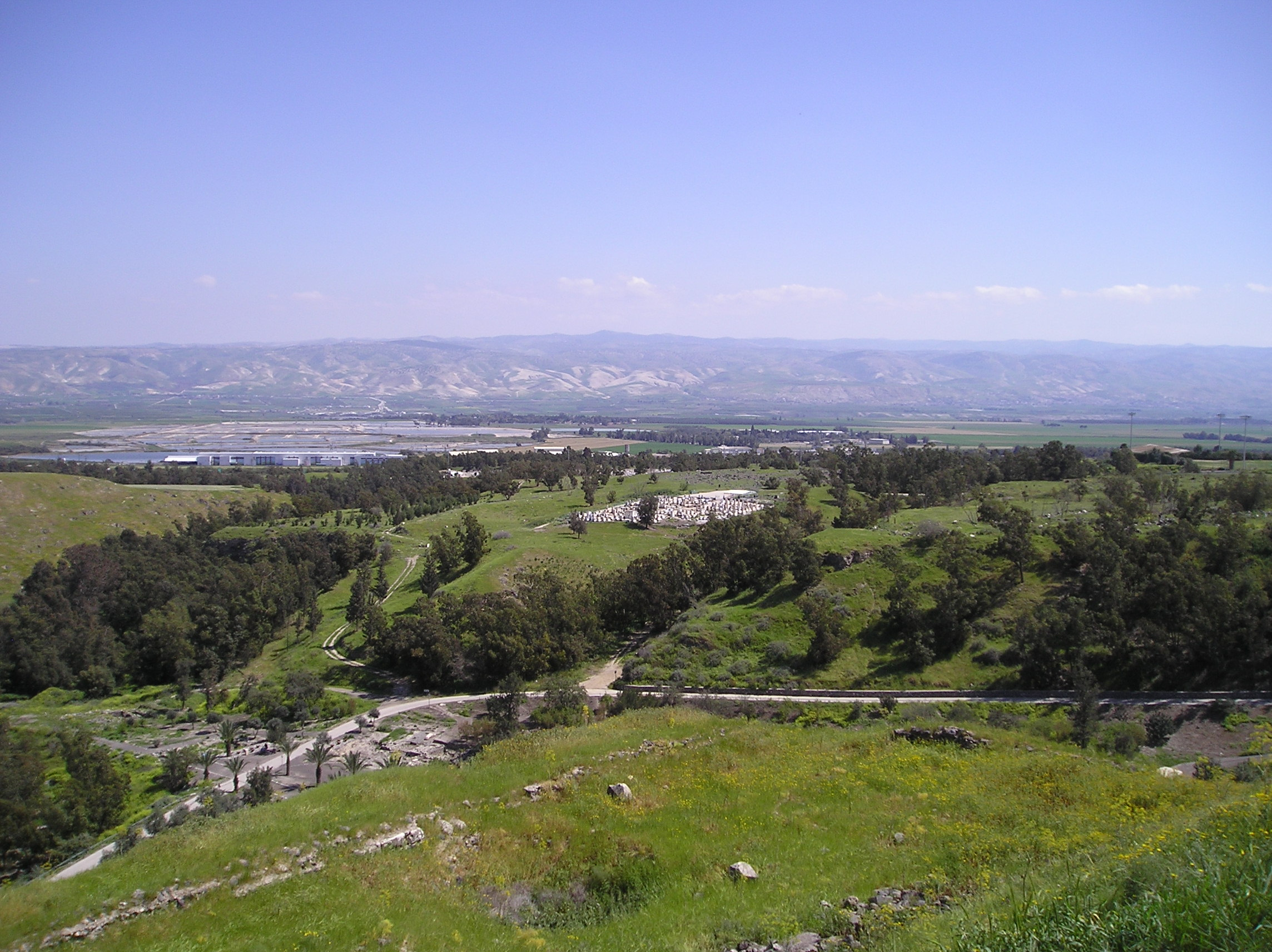
Baysan o Bet-Xean

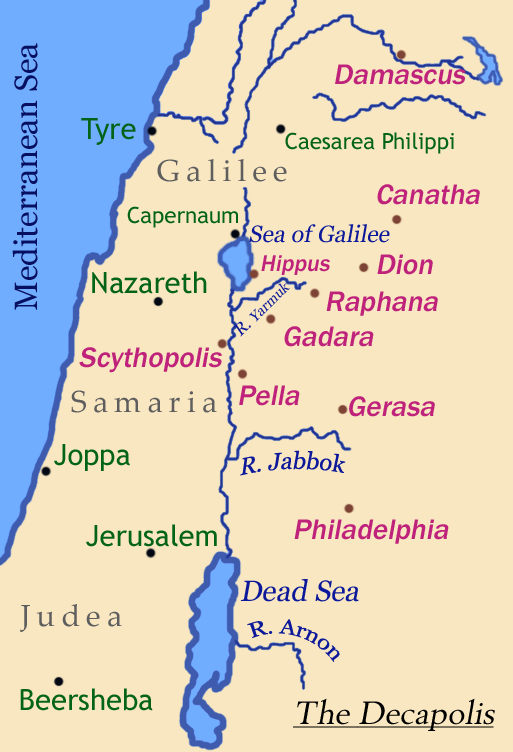
Mapa de la Decàpolis (en vermell).

Bet-Xean (hebreu: בית שאן‎; àrab: بيسان, Baysān) és una ciutat d'Israel al districte del Nord a la unió de les valls del Jordà amb el Jizreel. És centre del Consell Regional d'Emek HaMayanot. Està a uns 30 km al sud de llac de Tiberíades. El seu nom derivaria del cananeu i voldria dir «Casa de la Tranquil·litat».

## Història
Escitòpolis (Scytopolis) fou inicialment una ciutat cananea que fou vassalla egípcia vers el segle xv aC.
Probablement va passar a mans del Benei Labayo de Sequem abans del 1300 aC però després va caure en mans dels filisteus de Gath que la van conservar fins que fou ocupada pels israelites vers el 990 aC.
El 928 aC va quedar en el regne del nord. Al segle vii aC es van establir a la regió grups d'escites, alguns bandits i altres mercenaris. La ciutat fou d'Assíria, Babilònia, Pèrsia, Macedònia, Antígon el borni, Egipte, i el 198 aC dels selèucides.
Com a ciutat grega el 110 aC es va integrar a la Decàpolis. Després fou part del Regne de Judea (85-63 aC) i va passar a Roma. Sota els romans fou ocupada pels parts (40-37 aC) i després fou part del regne de Judea (nominalment 40, de fet 37 al 4 aC) i al regne de Bashan o Batanea (4 aC-34 dC i 37-44) fins que va passar a domini roma directe.
Fou possessió dels romans d'Orient com a imperi hereu de Roma i encara es conserven restes d'esglésies, el nimfeu, banys i altres. Els romans d'Orient foren derrotats allí prop per les forces del califa Úmar ibn al-Khattab, que van ocupar la ciutat dirigides per Khalid ibn al-Walid (634). Els àrabs s'hi van establir el 636 i la van rebatejar pel seu nom original Bet-Xean reconvertit a Baysan. Fou part del djund d'Urdunn. Va entrar en decadència i va arribar al seu punt més baix al segle viii, segurament després del terratrèmol del 749.
Els croats la van conquerir sense lluita el 1099, i va esdevenir una baronia del regne de Jerusalem però la seu episcopal va passar a Natzaret. Hi van establir una fortalesa que van anomenar Belvoir o Beauvoir vers el 1140, situada a uns 15 km al nord de la moderna ciutat. En foren expulsats el 1187 per Saladí. Aquesta zona és modernament un parc nacional.
Durant el domini mameluc la ciutat es va refer i va esdevenir la principal del districte de Damasc i una estació postal de les creades per Bàybars I. També va esdevenir centre productor de canya de sucre. Una incursió dels croats el 1217 va saquejar la ciutat però no la van ocupar de manera permanent. El 1260 els mongols foren derrotats no gaire lluny a Ayn Djalut.
Sota els otomans va perdre la importància regional i no ers va recuperar fins a la construcció del ferrocarril Haifa-Damasc al segle xx. AL segle xix era un lloc fèrtil amb força aigua però on el sistema de propietat de la terra otomà no permetia el desenvolupament.
Fou excavada el 1921-1923 per la Universitat de Pennsilvània i van trobar objectes cananeus molts dels quals són al Museu Rockefeller a Jerusalem i altres a Filadèlfia. Es van excavar fins a 18 capes corresponents a les successives èpoques de la ciutat. El 1934 Lawrence d'Aràbia l'assenyalava com a ciutat purament àrab. Des de 1936 fou centre dels atacs àrabs als jueus de Palestina. Un contraatac jueu a la ciutat va matar a molts civils.
Segons les estadístiques britàniques vivien a la ciutat 5.080 musulmans àrab, i més de 400 cristians. El 1945 el districte tenia 16.660 musulmans, 7590 jueus i 680 cristians. El pla de partició de 1947 va cedir el territori a l'estat d'Israel

El 1948 van esclatar xocs entre milícies beduïnes i jueves. Els jueus van conquerir la vila el dia abans del final del mandat britànic. Sis mil àrabs foren expulsats de la ciutat i posats a la frontera amb Jordània o Síria i la seva propietat confiscada. Els cristians foren recol·locats a Natzaret. Les cases foren demolides a partir de juny però després es va aturar per establir-hi emigrants. Un camp de refugiats nord africans va ser també l'embrió del desenvolupament de la moderna ciutat. El 1999 Bet-Xean fou declarada ciutat. La població el 2007 eren 16000 habitants. el 99,5% dels quals eren jueus, amb 8,200 mascles i 8.100 femelles.